# Escola Estadual de Dança Maria Olenewa
A Escola Estadual de Dança Maria Olenewa (EEDMO) é uma tradicional escola de dança existente na cidade do Rio de Janeiro ligada ao núcleo de formação do Theatro Municipal do Rio de Janeiro. Atualmente dirigida por Hélio Bejani, a instituição foi fundada em 1927 e é a primeira e mais antiga escola de balé em atividade no Brasil.

## História
A escola teve sua aula inaugural em 11 de abril de 1927. A bailarina Maria Olenewa, com o apoio do crítico Mário Nunes, apresentou ao governo do então distrito federal a proposta de criação de uma instituição para formação de bailarinos. Ela idealizou a escola com o objetivo de possibilitar a futura organização de um corpo de baile para o Theatro Municipal do Rio de Janeiro.
Entre 1928 e 1929, Maria Olenewa afastou-se das atividades da escola para um tratamento de saúde na Suíça e neste período a instituição foi dirigida por Ricardo Nemanoff e Luisa Carbonell. Em 1930 Olenewa volta à direção da escola, porém somente em 1931 a instituição foi oficializada por um decreto do prefeito do distrito federal Adolfo Bergamini. A partir de então, foi instituído o primeiro regimento interno e a escola passou a chamar-se Escola de Danças Clássicas do Theatro Municipal.
O trabalho de Maria Olenewa resultou em 1936 na criação do Corpo de Baile do Theatro Municipal do Rio de Janeiro, atual Ballet do Theatro Municipal do Rio de Janeiro, do qual muitos alunos da escola passaram a ser integrantes.
Em 1943, Olenewa mudou-se para São Paulo e assumiu a direção da Escola Municipal de Bailado, instituição ligada ao Theatro Municipal de São Paulo.
No ano de 1963, a Escola de Danças Clássicas foi desvinculada do Theatro Municipal do Rio de Janeiro e passou a chamar-se Escola de Danças do Estado da Guanabara. Em 1965, voltou a fazer parte da estrutura administrativa do Theatro Municipal até 1975, quando foi mais uma vez dele desligada para integrar o Instituto Nacional das Escolas de Arte, passando a denominar-se Escola de Danças do INEART.
Por sugestão da Associação de Ballet do Rio de Janeiro, em 1982, o governador Chagas Freitas alterou o nome da instituição, passando esta a chamar-se Escola Estadual de Dança Maria Olenewa em homenagem à sua fundadora. Em 1995, a escola foi reintegrada ao Theatro Municipal.
Sendo uma das escolas de balé mais tradicionais do Brasil, a instituição é responsável pela formação de diversos bailarinos e bailarinas que hoje atuam como artistas profissionais no país e no exterior, como Roberta Marques, Márcia Haydée, Nora Esteves, Aurea Hammerli, Claudia Mota e Márcia Jaqueline.